# Campeonato Europeo de Atletismo Sub-23 de 2025
El XV Campeonato Europeo de Atletismo Sub-23 se celebra en el estadio Fana de la ciudad noruega de Bergen, del 17 al 20 de julio de 2025. En él toman parte 1198 atletas (618 hombres y 580 mujeres) de 44 federaciones miembros de Atletismo Europeo.

## Resultados
Por simplicidad, se omiten algunas indicaciones de récords y mejores marcas. Se sobreentiende que, si un atleta bate el récord nacional absoluto de su país, también bate el récord sub-23. Del mismo modo, si bate el récord sub-23, también es la mejor marca del atleta. Por otro lado, también se sobreentiende que un récord de Europa sub-23 es igualmente récord nacional sub-23 del país del atleta.

### Masculino
| Evento                  | Oro                                                                            | Oro           | Plata                                                                                  | Plata         | Bronce                                                                        | Bronce         |
| ----------------------- | ------------------------------------------------------------------------------ | ------------- | -------------------------------------------------------------------------------------- | ------------- | ----------------------------------------------------------------------------- | -------------- |
| 100 metros              | Jeff Erius Francia                                                             | 10.28         | Nsikak Ekpo · Países Bajos                                                             | 10.30         | Abel Jordán · España                                                          | 10.31          |
| 200 metros              | Blessing Akwasi Afrifah Israel                                                 | 20.64         | Damiano Dentato · Italia                                                               | 20.69         | Jaime Sancho · España                                                         | 20.76          |
| 400 metros              | Jonas Phijffers · Países Bajos                                                 | 44.82 NU23R   | Maksymilian Szwed · Polonia                                                            | 45.28         | Brodie Young Reino Unido                                                      | 45.32          |
| 800 metros              | Niels Laros · Países Bajos                                                     | 1:44.36       | Justin Davies Reino Unido                                                              | 1:44.97       | Giovanni Lazzaro · Italia                                                     | 1:44.98        |
| 1500 metros             | Stefan Nillessen · Países Bajos                                                | 3:44.87       | Paul Anselmini Francia                                                                 | 3:45.35       | Filip Rak · Polonia                                                           | 3:45.42        |
| 5000 metros             | Niels Laros · Países Bajos                                                     | 13:44.74      | Nicholas Griggs Irlanda                                                                | 13:45.80      | Will Barnicoat Reino Unido                                                    | 13:46.11       |
| 10 000 metros           | Joel Ibler Lillesø Dinamarca                                                   | 29:05.45      | Jonathan Grahn · Suecia                                                                | 29:05.49      | Jaime Migallón · España                                                       | 29:06.85       |
| 110 metros vallas       | Enzo Diessl · Austria                                                          | 13.46         | Zeno van Neygen · Bélgica                                                              | 13.54         | Elie Bacari · Bélgica                                                         | 13.56          |
| 400 metros vallas       | Owe Fischer-Breiholz · Alemania                                                | 48.01         | Ismail Nezir Turquía                                                                   | 48.33         | Matic Ian Gucek Eslovenia                                                     | 48.34 = =NU23R |
| 3000 metros obstáculos  | Maciej Megier · Polonia                                                        | 8:20.17       | Stefan Nillessen · Países Bajos                                                        | 8:20.48 NU23R | Lourenço Rodrigues Portugal                                                   | 8:21.99 NU23R  |
| Relevo 4 × 100 metros   | Maxime Rebierre Yoran Kabengele Kabala Mohammed Badru Jeff Erius Francia       | 38.43 EU23R   | Benedikt Thomas Wallstein · Jan Eric Frehe · Maurice Grahl · Heiko Gussmann · Alemania | 38.80         | Manuel Vilacha · Abel Jordán · Juan Carlos Castillo · Marc Escandell · España | 38.86 NU23R    |
| Relevo 4 × 400 metros   | David García Zurita · Ángel González · Markel Fernández · Gerson Pozo · España | 3:02.02 EU23R | Felix Levasseur Maxime Wassmer Benoît Moudio Priso Allan Lacroix Francia               | 3:02.60       | Thorben Finke · Max Husemann · Lukas Krappe · Florian Kroll · Alemania        | 3:02.83        |
| 10 000 metros marcha    | Mazlum Demir Turquía                                                           | 39:45.84      | Emiliano Brigante · Italia                                                             | 39:49.64      | Frederick Weigel · Alemania                                                   | 40:00.90       |
| Salto de altura         | Matteo Sioli · Italia                                                          | 2.30          | Mikolaj Szczesny · Polonia                                                             | 2.26          | Melwin Lycke Holm · Suecia                                                    | 2.24           |
| Salto con pértiga       | Simone Bertelli · Italia                                                       | 5.70          | Tristan Despres Francia                                                                | 5.60          | Valters Kreišs Letonia                                                        | 5.60           |
| Salto de longitud       | Erwan Konate Francia                                                           | 8.25 NU23R    | Bozhidar Sarâboyukov Bulgaria                                                          | 8.21          | Kasperi Vehmaa · Finlandia                                                    | 7.97 =         |
| Triple salto            | Pablo Delgado · España                                                         | 16.55         | Lâchezar Vâlchev Bulgaria                                                              | 16.48         | Federico Lorenzo Bruno · Italia                                               | 16.47          |
| Lanzamiento de peso     | Tizian Lauria · Alemania                                                       | 20.02         | Leo Zikovic · Suecia                                                                   | 19.47         | Yannick Rolvink · Países Bajos                                                | 19.01          |
| Lanzamiento de disco    | Steven Richter · Alemania                                                      | 64.67         | Mika Sosna · Alemania                                                                  | 63.42         | Marius Karges · Alemania                                                      | 62.20          |
| Lanzamiento de martillo | Iosif Kesidis Chipre                                                           | 74.87 NU23R   | Georgios Papanastasiou · Grecia                                                        | 72.98         | Ioannis Korakidis · Grecia                                                    | 72.51          |
| Lanzamiento de jabalina | Artur Felfner · Ucrania                                                        | 81.14         | Nick Thumm · Alemania                                                                  | 80.74         | Eemil Porvari · Finlandia                                                     | 79.88          |
| Decatlón                | Andrin Huber · Suiza                                                           | 8188 pts      | Jeff Tesselaar · Países Bajos                                                          | 8108 pts      | Antoine Ferranti Francia                                                      | 8032 pts       |

1. ↑  Con su mejor salto válido con viento menor de +2.0 m/s, 7.94

### Femenino
| Evento                  | Oro                                                                           | Oro            | Plata                                                                  | Plata         | Bronce                                                                          | Bronce        |
| ----------------------- | ----------------------------------------------------------------------------- | -------------- | ---------------------------------------------------------------------- | ------------- | ------------------------------------------------------------------------------- | ------------- |
| 100 metros              | Karolína Manasová · República Checa                                           | 11.30          | Nia Wedderburn-Goodison Reino Unido                                    | 11.38         | Polyniki Emmanouilidou · Grecia                                                 | 11.44         |
| 200 metros              | Success Eduan Reino Unido                                                     | 22.74          | Henriette Jæger · Noruega                                              | 22.78         | Nora Lindahl · Suecia                                                           | 22.92         |
| 400 metros              | Henriette Jæger · Noruega                                                     | 49.74          | Yemi Mary John Reino Unido                                             | 50.50         | Alexe Deau Francia                                                              | 50.94         |
| 800 metros              | Audrey Werro · Suiza                                                          | 1:57.42        | Rocío Arroyo · España                                                  | 1:59.18 NU23R | Abigail Ives Reino Unido                                                        | 1:59.77       |
| 1500 metros             | Dilek Koçak Turquía                                                           | 4:08.79        | Adèle Gay Francia                                                      | 4:08.89       | Eimear Maher Irlanda                                                            | 4:09.54       |
| 5000 metros             | María Forero · España                                                         | 15:43.44       | Vanessa Mikitenko · Alemania                                           | 15:51.97      | Anika Thompson Irlanda                                                          | 15:56.80      |
| 10 000 metros           | Anika Thompson Irlanda                                                        | 32:31.47 NU23R | Kira Weis · Alemania                                                   | 32:36.52      | Carolina Schäfer · Alemania                                                     | 33:04.43      |
| 100 metros vallas       | Alicja Sielska · Polonia                                                      | 12.91          | Anna Tóth · Hungría                                                    | 13.02         | Tereza Corejová · Eslovaquia                                                    | 13.05         |
| 400 metros vallas       | Emily Newnham Reino Unido                                                     | 54.08          | Vanessa Baldé · Alemania                                               | 55.36         | Vivienne Morgenstern · Alemania                                                 | 55.45         |
| 3000 metros obstáculos  | Ilona Mononen · Finlandia                                                     | 9:30.49        | Marta Serrano · España                                                 | 9:30.74       | Adia Budde · Alemania                                                           | 9:32.14       |
| Relevo 4 × 100 metros   | Nia Wedderburn-Goodison Kissiwaa Mensah Alyson Bell Success Eduan Reino Unido | 42.92          | Chloé Rabac · Emma van Camp · Fabienne Hoenke · Soraya Becerra · Suiza | 43.39 NU23R   | Viola John · Holly Okuku · Jolina Ernst · Chelsea Kadiri · Alemania             | 43.75         |
| Relevo 4 × 400 metros   | Rebecca Grieve Emily Newnham Poppy Malik Yemi Mary John Reino Unido           | 3:26.52 EU23R  | Natalia Rojas · Ana Prieto · Berta Segura · Rocío Arroyo · España      | 3:28.06 NU23R | Laure-Anne Faleme Lou-Anne Pouzancre Hoyer Benedetta Kouakou Alexe Deau Francia | 3:28.37 NU23R |
| 10 000 metros marcha    | Alexandrina Mihai · Italia                                                    | 43:49.55       | Ana Delahaie Francia                                                   | 44:07.59      | Giulia Gabriele · Italia                                                        | 44:19.31      |
| Salto de altura         | Angelina Topić Serbia                                                         | 1.95           | Engla Nilsson · Suecia                                                 | 1.93          | Joana Herrmann · Alemania                                                       | 1.91          |
| Salto con pértiga       | Viktorie Ondrová · República Checa                                            | 4.45           | Rugile Miklyciute · Lituania                                           | 4.35          | Chiara Sistermann · Alemania                                                    | 4.35 =        |
| Salto de longitud       | Ramona Elena Verman · Rumania                                                 | 6.60           | Samira Attermeyer · Alemania                                           | 6.58          | Ida Andrea Breigan · Noruega                                                    | 6.58          |
| Triple salto            | Alexia Ioana Dospin · Rumania                                                 | 14.05          | Clémence Rougier Francia                                               | 13.93         | Aleksandrija Mitrovic Serbia                                                    | 13.84         |
| Lanzamiento de peso     | Nina Chioma Ndubuisi · Alemania                                               | 17.73          | Jolina Lange · Alemania                                                | 17.04         | Helena Kopp · Alemania                                                          | 16.90         |
| Lanzamiento de disco    | Inés López · España                                                           | 58.20 NU23R    | Benedetta Benedetti · Italia                                           | 56.98         | Milina Wepiwé · Alemania                                                        | 86.82         |
| Lanzamiento de martillo | Aileen Kuhn · Alemania                                                        | 72.53          | Nicola Tuthill Irlanda                                                 | 70.90         | Valentina Savva Chipre                                                          | 70.22         |
| Lanzamiento de jabalina | Adriana Vilagoš Serbia                                                        | 62.41          | Petra Sicaková · República Checa                                       | 58.14         | Mirja Lukas · Alemania                                                          | 27.22         |
| Heptatlón               | Saga Vanninen · Suiza                                                         | 6563 pts       | Abigail Pawlett · Países Bajos                                         | 6320 pts      | Serina Riedel Francia                                                           | 6183 pts      |

## Medallero
Este fue el medallero final del campeonato.
| Núm. | País            | Oro | Plata | Bronce | Total |
| ---- | --------------- | --- | ----- | ------ | ----- |
| 1    | Alemania        | 5   | 9     | 12     | 26    |
| 2    | Reino Unido     | 4   | 4     | 3      | 11    |
| 3    | España          | 4   | 3     | 4      | 11    |
| 4    | Países Bajos    | 4   | 3     | 1      | 8     |
| 5    | Francia         | 3   | 6     | 3      | 12    |
| 6    | Italia          | 3   | 3     | 3      | 9     |
| 7    | Polonia         | 2   | 2     | 1      | 5     |
| 8    | República Checa | 2   | 1     | 0      | 3     |
| =    | Suiza           | 2   | 1     | 0      | 3     |
| =    | Turquía         | 2   | 1     | 0      | 3     |
| 11   | Finlandia       | 2   | 0     | 2      | 4     |
| 12   | Serbia          | 2   | 0     | 1      | 3     |
| 13   | Rumania         | 2   | 0     | 0      | 2     |
| 14   | Irlanda         | 1   | 2     | 2      | 5     |
| 15   | Noruega         | 1   | 1     | 1      | 3     |
| 16   | Chipre          | 1   | 0     | 1      | 2     |
| 17   | Austria         | 1   | 0     | 0      | 1     |
| =    | Dinamarca       | 1   | 0     | 0      | 1     |
| =    | Israel          | 1   | 0     | 0      | 1     |
| =    | Ucrania         | 1   | 0     | 0      | 1     |
| 21   | Suecia          | 0   | 3     | 2      | 5     |
| 22   | Bulgaria        | 0   | 2     | 0      | 2     |
| 23   | Grecia          | 0   | 1     | 2      | 3     |
| 24   | Bélgica         | 0   | 1     | 1      | 2     |
| 25   | Hungría         | 0   | 1     | 0      | 1     |
| =    | Lituania        | 0   | 1     | 0      | 1     |
| 27   | Letonia         | 0   | 0     | 1      | 1     |
| =    | Portugal        | 0   | 0     | 1      | 1     |
| =    | Eslovenia       | 0   | 0     | 1      | 1     |
| =    | Eslovaquia      | 0   | 0     | 1      | 1     |

## Récords
Estos fueron los récords conseguidos durante el campeonato.

### Récords de Europa Sub-23
Masculino
| Atleta                                                           | Nación  | Prueba           | Ronda | Fecha       | Marca   |
| ---------------------------------------------------------------- | ------- | ---------------- | ----- | ----------- | ------- |
| Maxime Rebierre Yoran Kabengele Kabala Mohammed Badru Jeff Erius | Francia | Relevo 4 × 100 m | Final | 20 de julio | 38.43   |
| David García Zurita Ángel González Markel Fernández Gerson Pozo  | España  | Relevo 4 × 400 m | Final | 20 de julio | 3:02.02 |

Femenino
| Atleta                                                  | Nación      | Prueba           | Ronda | Fecha       | Marca   |
| ------------------------------------------------------- | ----------- | ---------------- | ----- | ----------- | ------- |
| Rebecca Grieve Emily Newnham Poppy Malik Yemi Mary John | Reino Unido | Relevo 4 × 400 m | Final | 20 de julio | 3:26.52 |

### Récords del campeonato
Masculino
| Atleta                                                           | Nación       | Prueba           | Ronda  | Fecha       | Marca   |
| ---------------------------------------------------------------- | ------------ | ---------------- | ------ | ----------- | ------- |
| Jonas Phijffers                                                  | Países Bajos | 400 m            | Final  | 19 de julio | 44.82   |
| Francesco Pernici                                                | Italia       | 800 m            | Series | 18 de julio | 1:44.06 |
| Maciej Megier                                                    | Polonia      | 3000 m obst.     | Final  | 20 de julio | 8:20.17 |
| Owe Fischer-Breiholz                                             | Alemania     | 400 m vallas     | Final  | 19 de julio | 48.01   |
| Maxime Rebierre Yoran Kabengele Kabala Mohammed Badru Jeff Erius | Francia      | Relevo 4 × 100 m | Final  | 20 de julio | 38.43   |
| David García Zurita Ángel González Markel Fernández Gerson Pozo  | España       | Relevo 4 × 400 m | Final  | 20 de julio | 3:02.02 |

Femenino
| Atleta                                                            | Nación      | Prueba           | Ronda | Fecha       | Marca    |
| ----------------------------------------------------------------- | ----------- | ---------------- | ----- | ----------- | -------- |
| Henriette Jæger                                                   | Noruega     | 400 m            | Final | 19 de julio | 49.71    |
| Audrey Werro                                                      | Suiza       | 800 m            | Final | 19 de julio | 1:57.42  |
| Emily Newnham                                                     | Reino Unido | 400 m vallas     | Final | 19 de julio | 54.08    |
| Saga Vanninen                                                     | Finlandia   | Heptatlón        | Final | 20 de julio | 6563 pts |
| Nia Wedderburn-Goodison Kissiwaa Mensah Alyson Bell Success Eduan | Reino Unido | Relevo 4 × 100 m | Final | 20 de julio | 42.92    |
| Rebecca Grieve Emily Newnham Poppy Malik Yemi Mary John           | Reino Unido | Relevo 4 × 400 m | Final | 20 de julio | 3:26.52  |

### Récords de España Sub-23
Masculino
| Atleta                                                          | Prueba           | Ronda | Fecha       | Marca   |
| --------------------------------------------------------------- | ---------------- | ----- | ----------- | ------- |
| Manuel Vilacha Abel Jordán Juan Carlos Castillo Marc Escandell  | Relevo 4 × 100 m | Final | 20 de julio | 38.86   |
| David García Zurita Ángel González Markel Fernández Gerson Pozo | Relevo 4 × 400 m | Final | 20 de julio | 3:02.02 |

Femenino
| Atleta                                             | Prueba           | Ronda | Fecha       | Marca   |
| -------------------------------------------------- | ---------------- | ----- | ----------- | ------- |
| Rocío Arroyo                                       | 800 m            | Final | 19 de julio | 1:59.18 |
| Inés López                                         | Disco            | Final | 20 de julio | 58.20   |
| Natalia Rojas Ana Prieto Berta Segura Rocío Arroyo | Relevo 4 × 400 m | Final | 20 de julio | 3:28.06 |